# أرشيبالد أ. غلين
أرشيبالد أ. غلين هو سياسي أمريكي، ولد في 30 يناير 1819 في مقاطعة نيكولاس في الولايات المتحدة، وتوفي في 21 مايو 1901 في كانساس في الولايات المتحدة. نشط حزبياً في الحزب الديمقراطي. وقد انتخب عضو مجلس ولاية إلينوي ‏.